# دهستان فتح‌آباد (قیر و کارزین)
شهر (قیر و کارزین) نام شهر در بخش مرکزی شهرستان قیر و کارزین، استان فارس در ایران است. براساس سرشماری مرکز آمار ایران در سال ۱۳۸۵، جمعیت آن ۶۰۳۶ نفر (۱۷۵۱ خانوار) بوده‌است.